# Lavault-Sainte-Anne
Ne doit pas être confondu avec Lavaux-Sainte-Anne.
Lavault-Sainte-Anne est une commune française située dans le département de l'Allier, en région Auvergne-Rhône-Alpes.
Ses habitants sont appelés les Lavaultois

## Géographie

### Localisation
Lavault-Sainte-Anne est située au sud de Montluçon.
Ses communes limitrophes sont :
|             | Montluçon           |                            |
| Prémilhat   | Lavault-Sainte-Anne |                            |
| Lignerolles |                     | Néris-les-Bains, Villebret |

### Climat
Pour des articles plus généraux, voir Climat d'Auvergne-Rhône-Alpes et Climat de l'Allier.
En 2010, le climat de la commune est de type climat océanique dégradé des plaines du Centre et du Nord, selon une étude du CNRS s'appuyant sur une série de données couvrant la période 1971-2000. En 2020, Météo-France publie une typologie des climats de la France métropolitaine dans laquelle la commune est exposée à un climat de montagne ou de marges de montagne et est dans la région climatique Ouest et nord-ouest du Massif Central, caractérisée par une pluviométrie annuelle de 900 à 1 500 mm, maximale en automne et en hiver.
Pour la période 1971-2000, la température annuelle moyenne est de 11,2 °C, avec une amplitude thermique annuelle de 15,7 °C. Le cumul annuel moyen de précipitations est de 760 mm, avec 10,6 jours de précipitations en janvier et 6,9 jours en juillet. Pour la période 1991-2020, la température moyenne annuelle observée sur la station météorologique de Météo-France la plus proche, sur la commune de Montluçon à 3 km à vol d'oiseau, est de 12,0 °C et le cumul annuel moyen de précipitations est de 637,1 mm,. Pour l'avenir, les paramètres climatiques de la commune estimés pour 2050 selon différents scénarios d'émission de gaz à effet de serre sont consultables sur un site dédié publié par Météo-France en novembre 2022.

## Urbanisme

### Typologie
Au 1er janvier 2024, Lavault-Sainte-Anne est catégorisée ceinture urbaine, selon la nouvelle grille communale de densité à 7 niveaux définie par l'Insee en 2022.
Elle appartient à l'unité urbaine de Montluçon, une agglomération intra-départementale dont elle est une commune de la banlieue,. Par ailleurs la commune fait partie de l'aire d'attraction de Montluçon, dont elle est une commune de la couronne,. Cette aire, qui regroupe 58 communes, est catégorisée dans les aires de 50 000 à moins de 200 000 habitants,.

### Occupation des sols

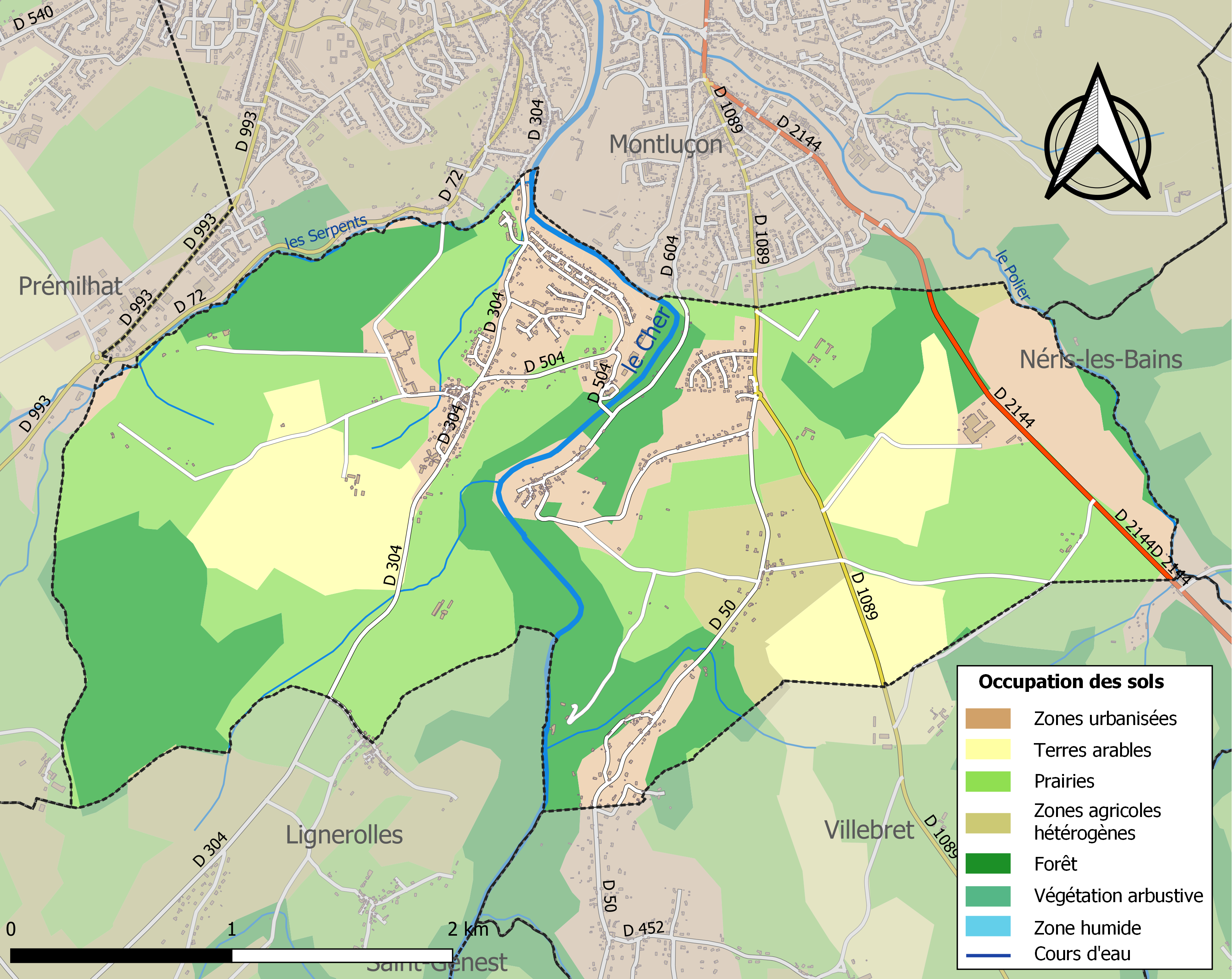
Carte des infrastructures et de l'occupation des sols de la commune en 2018 (CLC).

L'occupation des sols de la commune, telle qu'elle ressort de la base de données européenne d’occupation biophysique des sols Corine Land Cover (CLC), est marquée par l'importance des territoires agricoles (55 % en 2018), en diminution par rapport à 1990 (61,3 %). La répartition détaillée en 2018 est la suivante : 
prairies (36,6 %), forêts (27 %), terres arables (13,3 %), zones urbanisées (12,4 %), zones agricoles hétérogènes (5,1 %), espaces verts artificialisés, non agricoles (4,9 %), zones industrielles ou commerciales et réseaux de communication (0,7 %).
L'IGN met par ailleurs à disposition un outil en ligne permettant de comparer l’évolution dans le temps de l’occupation des sols de la commune (ou de territoires à des échelles différentes). Plusieurs époques sont accessibles sous forme de cartes ou photos aériennes : la carte de Cassini (XVIIIe siècle), la carte d'état-major (1820-1866) et la période actuelle (1950 à aujourd'hui).

### Voies de communication et transports
La commune est traversée par les routes départementales 2144 (ancienne route nationale 144, liaison de Montluçon à Néris-les-Bains et Clermont-Ferrand), 1089 (ancienne route nationale 689, liaison de Montluçon à Marcillat-en-Combraille), 50 (vers Saint-Genest et Évaux-les-Bains), 304 (vers Lignerolles), 504 et 604.

## Toponymie
La commune se nomme La Vau Sente Ana en marchois,dialecte qui est traditionnellement parlé dans la région de Montluçon. La commune fait, en effet, partie du Croissant, zone où se rejoignent et se mélangent la langue occitane et la langue d'oïl (ici berrichon).
Valis Sancti Anna, en latin, au XVIe siècle.

## Histoire
La graphie du nom de la commune semble s'être « stabilisée » sous sa forme actuelle vers la fin du XVIIIe siècle puisque la commune est ainsi répertoriée sur le Bulletin des lois de 1801.
Cependant, au cours de la période révolutionnaire de la Convention nationale (1792-1795), la commune porta le nom de La Vau-sur-Cher également orthographié Lavault-sur-Cher ou Lavaux-sur-Cher.

## Politique et administration

### Administration municipale
Le maire sortant, Samir Triki, a été réélu le 23 mai 2020 à la suite des élections municipales, tenues le 15 mars. Le conseil municipal a désigné quatre adjoints.
| Période                                  | Période                   | Identité        | Étiquette | Qualité    |
| ---------------------------------------- | ------------------------- | --------------- | --------- | ---------- |
| Les données manquantes sont à compléter. |                           |                 |           |            |
| mars 1977                                | mars 2001                 | Jacques Combaud | PCF       |            |
| mars 2001                                | En cours (au 24 mai 2020) | Samir Triki     | DVD       | Chirurgien |

## Population et société

### Démographie
L'évolution du nombre d'habitants est connue à travers les recensements de la population effectués dans la commune depuis 1793. Pour les communes de moins de 10 000 habitants, une enquête de recensement portant sur toute la population est réalisée tous les cinq ans, les populations de référence des années intermédiaires étant quant à elles estimées par interpolation ou extrapolation. Pour la commune, le premier recensement exhaustif entrant dans le cadre du nouveau dispositif a été réalisé en 2006.

En 2022, la commune comptait 1 138 habitants, en évolution de −2,74 % par rapport à 2016 (Allier : −1,38 %, France hors Mayotte : +2,11 %).
| 1793 | 1800 | 1806 | 1821 | 1831 | 1836 | 1841 | 1846 | 1851 |
| ---- | ---- | ---- | ---- | ---- | ---- | ---- | ---- | ---- |
| 440  | 421  | 443  | 423  | 454  | 447  | 417  | 413  | 452  |

| 1856 | 1861 | 1866 | 1872 | 1876 | 1881 | 1886 | 1891 | 1896 |
| ---- | ---- | ---- | ---- | ---- | ---- | ---- | ---- | ---- |
| 405  | 415  | 403  | 426  | 404  | 538  | 492  | 468  | 478  |

| 1901 | 1906 | 1911 | 1921 | 1926 | 1931 | 1936 | 1946 | 1954 |
| ---- | ---- | ---- | ---- | ---- | ---- | ---- | ---- | ---- |
| 459  | 406  | 432  | 429  | 505  | 472  | 456  | 580  | 547  |

| 1962 | 1968 | 1975  | 1982  | 1990  | 1999  | 2006  | 2011  | 2016  |
| ---- | ---- | ----- | ----- | ----- | ----- | ----- | ----- | ----- |
| 532  | 570  | 1 000 | 1 111 | 1 131 | 1 158 | 1 194 | 1 203 | 1 170 |

| 2021  | 2022  | - | - | - | - | - | - | - |
| ----- | ----- | - | - | - | - | - | - | - |
| 1 143 | 1 138 | - | - | - | - | - | - | - |

## Économie
- Le Groupe 2Mi, installé dans la commune, conçoit et réalise des outillages de précision et des maquettes et prototypes pour l'industrie automobile et l'aéronautique. Il emploie une cinquantaine de personnes.

## Culture locale et patrimoine

### Lieux et monuments
- Église Sainte-Anne, du XIIe siècle, avec un autel du XIIe siècle.
- Établissement psychiatrique de la Charité du XIXe siècle.
- Chapelle de la Charité du XIXe siècle.
- Moulin Bréchaille.
- Château de Bisseret (privé).